# Midwest-Express-Airlines-Flug 105
Am 6. September 1985 startete eine DC-9-14 vom Milwaukee Mitchell International Airport mit Ziel Hartsfield–Jackson Atlanta International Airport auf Midwest-Express-Airlines-Flug 105. Nur eine Minute danach stürzte das Flugzeug ab. Alle 31 Insassen starben.

## Flugzeug
Das Flugzeug war eine 17 Jahre alte Douglas DC-9-14 mit dem Luftfahrzeugkennzeichen N100ME, die mit zwei Triebwerken des Typs Pratt & Whitney JT8D-7B ausgestattet war.

## Verlauf
Um 15:20:28 Uhr wurde Flug 105 zum Start auf der Startbahn 19R freigegeben. Der Start wurde, vorschriftsgemäß nach dem Flugbetriebshandbuch, mit reduziertem Schub durchgeführt, um die Lärmbelästigung am Boden zu reduzieren und die Triebwerkslebensdauer zu verlängern. Das Flugzeug rotierte nach einer Strecke von 4200 Fuß (1280 Meter) und bei einer Geschwindigkeit von 140 Knoten (260 km/h). Die DC-9 beschleunigte bis auf 168 Knoten (310 km/h) und stieg mit 3000 Fuß (910 Meter) pro Minute. Um 15:21:26 Uhr in einer Höhe von 450 Fuß (140 Meter) ertönte ein lauter Knall. Auf die Frage des Kapitäns an den Ersten Offizier, was los sei, gab dieser keine Antwort. Um 15:21:29 Uhr wies der Fluglotse Flug 105 in einer Linkskurve auf Kurs 175° zu drehen und sah Rauch und Flammen aus dem rechten Triebwerk Nr. 2 austreten. Erneut gab der Erste Offizier auf die Frage des Kapitäns, was los sei, keine Antwort, meldete aber stattdessen dem Fluglotsen einen Notfall. Zwei Sekunden später sagte der Kapitän „Here“ (Hier), worauf der Erste Offizier auch nicht antwortete. Die Piloten sagten weder „Voller Schub“, noch „Zündung vorbereiten – Kraftstoffsystem überprüfen“, was Teil der Checkliste im Fall eines Triebwerksausfalls bei niedriger Geschwindigkeit ist. Währenddessen drehte sich das Flugzeug von Kurs 194° auf Kurs 260° innerhalb von acht Sekunden. Die Beschleunigung sank zuerst auf 0,3g und wuchs dann auf 1,8g. Dann kam es bei einer Geschwindigkeit von 156 Knoten (ca. 290 km/h) zum Strömungsabriss, und das Flugzeug stürzte ab. Alle 31 Insassen starben.

## Ursache
Ursache des Absturzes war ein Bersten der 9. und 10. Kompressorscheibe im rechten Triebwerk, wodurch ein Feuer im rechten Triebwerk entstand und dieses ausfiel. Darauf reagierten die Piloten falsch. Das Flugzeug wurde aufgrund des Triebwerksausfalls langsamer, und aufgrund der Rechtsdrehung von Kurs 194° auf Kurs 260° und die dadurch entstehende Querbeschleunigung erhöhte sich auch noch die Abrissgeschwindigkeit, wodurch es schließlich zum Strömungsabriss und Absturz kam.